# Henry Dwnn (mort en 1416)
Pour les articles homonymes, voir Henry Dwnn.
 (septembre 2017).
Henry Dwnn (1340 - novembre 1416) est un noble gallois qui a participé à la révolte des Gallois conduite par Owain Glyndŵr.

## Origines
Henry Dwnn appartenait à la puissante famille galloise Dwnn dans le Sud-Ouest du pays de Galles. Son père Gruffudd Dwnn avait déjà commandé dans les années 1340 des troupes galloises pour le comte de Lancastre.

## Au service des ducs de Lancastre
Henry Dwnn combat en 1369 sous les ordres du duc de Lancastre Jean de Gand en Picardie et en Normandie pendant la seconde phase de la guerre de Cent Ans. 
De 1388 à 1389, Dwnn est intendant du château de Kidwelly, qui appartient à Lancastre, et de ses autres possessions au pays de Galles. Il était considéré comme un intendant sans égards et un propriétaire foncier qui traitait ses vassaux de manière partiale et sans estime. En 1394 et 1395, Dwnn participe à l'expédition du roi Richard II en Irlande.

## Participation au soulèvement d'Owain Glyndŵr
Malgré son étroite connexion avec la Maison de Lancastre, Dwnn rejoint en 1403 la révolte d'Owain Glyndŵr et devient l'un des chefs de la révolte au sud-ouest du pays de Galles. Après avoir en vain tenté d'assiéger le château de Dinefwr, il essaie sans succès de s'emparer de la ville de Kidwelly avec son petit-fils Gruffudd. Le siège échoue malgré le soutien d'une flotte française. Dwnn tente une seconde attaque en 1404. La même année, il attaque, également en vain, le château de Caernarfon. 
Il est déclaré traître par le Parlement anglais en 1407 et ses terres lui sont confisquées et données à John Scudamore. Capturé peu après par les Anglais, il est emprisonné à Gloucester.

## Dernières années
Dwnn demande le pardon du roi Henri V en mai 1413, ce qui lui est accordé, mais il doit accepter de verser une amende. Il se débrouille néanmoins pour ne pas verser un penny et durant plusieurs années, il accueille des rebelles en fuite et fait payer des amendes à plus de 200 personnes qui ne l'ont pas soutenu plus tôt. Il complote même contre la vie de Scudamore à Carmarthen en octobre 1413.
Son petit-fils Gruffudd participe à la bataille d'Azincourt en 1415 du côté des Anglais.

## Descendance
Son unique fils Maredudd meurt vers 1401. Ce dernier laisse un fils, Gruffudd, qui combat avec son grand-père lors de la rébellion de Glyndŵr, et une fille, Mabli, qui épouse Gruffudd ap Nicolas.